# Army of the Kanawha
De Army of the Kanawha was een klein leger van de Geconfedereerde Staten van Amerika tijdens de Amerikaanse Burgeroorlog die voornamelijk in de eerste maanden van het conflict bestond. 
De Zuidelijke eenheden die de belangrijke Kanawhariviervallei in westelijk Virginia beschermden, werden op 6 juni 1861 verzameld en kregen hierbij de naam van "Army of the Kanawha". De voormalig gouverneur van Virginia Henry A. Wise kreeg het bevel over dit nieuwe leger.  Op 11 augustus 1861 nam John B. Floyd het commando over van Wise. Floyd, zelf afkomstig uit de vallei en eveneens een voormalig gouverneur en voormalig minister van oorlog, werd aangesteld om de rekrutering vlotter te laten verlopen. De animositeit tussen beide politici zorgde ervoor dat Floyd zijn pas in de herfst van datzelfde jaar volledig controle kreeg over het leger.
Toen de onenigheid voortduurde en hun dit de overwinning bij Carnifex Ferry kostte, greep de minister van oorlog voor de zuidelijke Staten Judah P. Benjamin in. Hij ontnam Wise zijn commando en liet hem naar Richmond terugkeren. Floyd werd samen met zijn "leger" die niet groter was dan een brigade naar het westelijke front gestuurd. Het leger werd eind december toegevoegd aan de 3rd division van het Army of Central Kentucky. Hoewel het Army of the Kanawha formeel werd opgegeven, vochten ze mee in de Slag om Fort Donelson. Wat overbleef aan manschappen na de overgave bij het fort werd opgenomen in het Army of Missisippi die ingezet zou worden in de Slag bij Shiloh.

## Eenheden en sterkte
Eind mei 1861 hadden kolonel John McCausland en kolonel Christopher Q. Tompkins bijna 1.000 manschappen gerekruteerd bij Kanawha Court House in Kanawha County in wat nu West Virginia is. Uit deze manschappen werden twee regimenten gevormd. Tompkins werd verantwoordelijk voor de 1st Kanawha regiment die later het 22nd Virginia Infantry zou worden. McCausland nam het bevel op zich van het 2nd Kanawha regiment die later  het  36th Virginia Infantry zou worden. In juni nam generaal Henry A. Wise het bevel op zich en rekruteerde naast de twee bestaande regimenten nog eens 1.600 manschappen. De 2.600 tellende strijdmacht bestond nu uit de twee Kanawha regimenten, een Kanawha bataljon, zeven onafhankelijke infanteriecompagnies en drie compagnies van bereden rangers. Het leger zou uiteindelijk uitgroeien tot 4.000 soldaten met 10 kanonnen.
In augustus 1861 kwamen er nog 300 rekruten bij uit Boon County en Logan County die het 3rd Kanawha regiment (later het 60th Virginia Infantry) zou worden. Dit regiment stond onder leiding van kolonel Beuhring H. Jones.